# Otto VI van Tecklenburg
Otto VI van Tecklenburg (overleden in 1388) was van 1367 tot aan zijn dood graaf van Tecklenburg. Hij behoorde tot het huis Schwerin.

## Levensloop
Otto VI was de zoon van graaf Nicolaas I van Tecklenburg en diens echtgenote Helena van Oldenburg-Wildeshausen-Altbruchhausen. In 1367 volgde hij zijn vader op als graaf van Tecklenburg, Lingen en Cloppenburg. In 1376 werd hij bovendien pandhouder van Iburg.
Als graaf van Tecklenburg verbeterde Otto de administratie van zijn graafschap en gaf hij stadsrechten van Bevergen. Ook bemachtigde hij de meierijen Clarholz, Marienfeld en Herzebrock. Zijn huwelijk met Adelheid van Lippe zorgde er bovendien voor dat Otto aanspraken kon maken op de steden Rheda en Lipperode. Dit leidde tot een langdurig dispuut met de heren van Lippe, dat pas in 1401 zou opgelost geraken.
Van 1372 tot 1379 was Otto bovendien diocesaan administrator van het prinsbisdom Osnabrück. In 1379 werd hij in Rheda belegerd door de bisschop van Osnabrück. Otto moest zich overgeven en verloor hierdoor zijn post van diocesaan administrator. In 1388 stierf graaf Otto VI van Tecklenburg.

## Huwelijk en nakomelingen
Otto VI was gehuwd met Adelheid, dochter van heer Bernhard V van Lippe en Richardis van der Mark. Ze kregen volgende kinderen:
- Nicolaas II (overleden in 1426), graaf van Tecklenburg
- Hedwig, huwde met heer Gijsbert VI van Bronckhorst